# História em Quadrões

"Cebolinha Tocador de Pífaro", pastiche de "O Tocador de Pífaro", de Édouard Manet.

História em Quadrões é uma série de pastiches  criados por Mauricio de Sousa. Suas obras de arte são releituras de artistas famosos utilizando personagens da Turma da Mônica.

## Criação
A primeira pintura surgiu nos anos 80 como uma maneira de incentivar a criatividade e divulgar arte para crianças. Mauricio de Sousa foi para uma exposição de Museu de Arte de São Paulo, onde viu o quadro "Rosa e Azul" de Auguste Renoir e o replicou substituindo as garotas pela Mônica e Magali. Em seguida, foi ao Museu do Louvre onde viu crianças tentando replicar a "Mona Lisa" de Leonardo da Vinci. Mauricio criou sua própria versão do quadro com a Mônica, sendo este seu quadro mais conhecido.
Mauricio passou 14 anos pesquisando e pintando. Sua primeira exposição em 2001 teve 37 quadros, enquanto seu livro em 2010 contou com 31 quadros e 14 esculturas. Mauricio escolhe os quadros de acordo com a popularidade da obra original e relevância do artista para a história da pintura. Entre os parodiados, estão Monet, Botticelli, Degas, Michelangelo, Toulouse-Lautrec, Portinari, Almeida Júnior e Anita Malfatti. O pintor com o maior número de representações é Van Gogh, com Mauricio afirmando ser o que ele mais se identifica. Os quadros são pintados em acrílica. As esculturas são de isopor com revestimento de resina. O conjunto de suas obras pode ser considerada como pastiche. Tanto nas exposições quanto nos livros, todas as obras vêm acompanhadas da pintura original e informações sobre o autor. Ao final dos livros, há uma seção denominada de olho na obra de arte, onde há suporte pedagógico para as informações nos quadros.

## Exposições
Em outubro de 2001, foi realizada a exposição História em Quadrões – Pinturas de Mauricio de Sousa na Pinacoteca de São Paulo. Paralelamente, estava acontecendo uma exposição sobre Auguste Rodin, e Mauricio criou uma escultura do Cebolinha que parodiava "O Pensador", chamada "O Pensador de Planos Infalíveis". A exposição foi um sucesso e aconteceu em diversas cidades. Entre os locais que a receberam, estão o Museu Nacional de Belas Artes, Conjunto Cultural da Caixa, Museu Metropolitano de Arte, Palácio do Planalto, Palácio das Artes, Museu de Arte de Goiânia e Instituto Ricardo Brennand. As obras também foram expostas no IksanArt Center Museum na Coreia do Sul. A primeira exposição aconteceu em 2014, ganhando diversas versões desde então.

## Publicações
Mauricio lançou os livros História em Quadrões com a Turma da Mônica 1 e 2 (2001 e 2010) pela Editora Globo. Na segunda edição do livro, Mauricio criou outras esculturas, baseando-se em obras como a Esfinge de Naxos, Péricles e Vênus de Milo, além de retratar obras de pintores brasileiros, como Lasar Segall e Tarsila do Amaral.